# بيتر بي. ك. نج
بيتر بي. ك. نج (بالصينية: 伍碧權) هو مدرب خيول صيني، ولد في 27 أغسطس 1947.